# Ambassade d'Équateur en France
L'ambassade d'Équateur en France est la représentation diplomatique de l'Équateur auprès de la République française. Elle est située 50 rue Copernic, dans le 16e arrondissement de Paris. Son ambassadrice est, depuis 2024, Ivonne A-Baki.

## Histoire
Dans les années 1900, la légation d'Équateur se trouvait 63 avenue de Villiers, tandis que le consulat général était installé 91 avenue de Wagram (17e arrondissement). Dans les années 1920, la légation et le consulat général se situaient tous les deux au 91 avenue de Wagram.
Jusqu'au début des années 2020, l'ambassade est installée 34, avenue de Messine (8e arrondissement).

## Liste des ambassadeurs

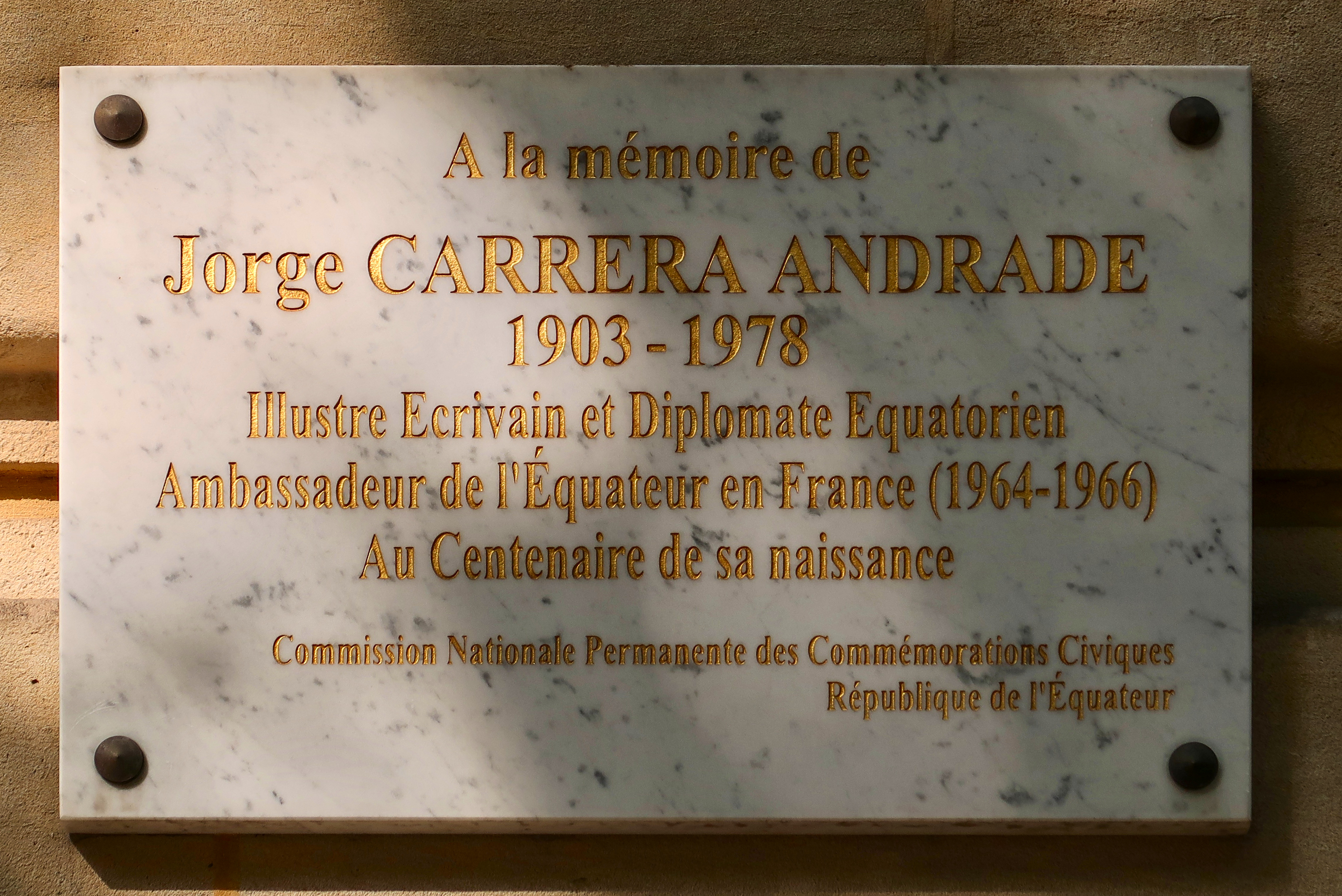
Plaque en hommage à l'ambassadeur Jorge Carrera Andrade sur la façade.

| De   | À    | Ambassadeur, Nom                 | Fonction                                                                 | Président de l'Équateur     | Souverain ou président de la République française |
| ---- | ---- | -------------------------------- | ------------------------------------------------------------------------ | --------------------------- | ------------------------------------------------- |
| 1836 | 1838 | Modesto Larrea Jijón             | Chargé d'affaires auprès des cours de France, Espagne et États d'Italie. | Vicente Rocafuerte          | Louis-Philippe Ier                                |
| 1848 | 1849 | Francisco Michelena y Rojas      | Chargé d'affaires                                                        | Vicente Ramón Roca          | Louis-Philippe Ier                                |
| 1853 | 1853 | J. Francisco Millan              | Chargé d'affaires                                                        | José María Urbina           | Napoléon III                                      |
| 1858 | 1861 | Fortunato Corvaïa                |                                                                          | Francisco Robles            | Napoléon III                                      |
| 1861 | 1865 | Antonio Flores Jijón             |                                                                          | Gabriel García Moreno       | Napoléon III                                      |
| 1873 | 1874 | General Francisco J. Salazar     |                                                                          | Gabriel García Moreno       | Patrice de Mac-Mahon                              |
| 1884 | 1888 | Antonio Flores Jijón             |                                                                          | Luis Cordero Crespo         | Jules Grévy                                       |
| 1892 | 1895 | Antonio Flores Jijón             |                                                                          | Luis Cordero Crespo         | Sadi Carnot                                       |
| 1899 | 1902 | Homero Morla                     | Chargé d'affaires                                                        | Eloy Alfaro                 | Émile Loubet                                      |
| 1902 | 1903 | Enrique Dorn y de Alsúa          |                                                                          | Leonidas Plaza Gutiérrez    | Émile Loubet                                      |
| 1903 | 1912 | Vicente Manuel Rendón            |                                                                          | Leonidas Plaza Gutiérrez    | Émile Loubet                                      |
| 1912 | 1913 | Enrique Dorn y de Alsúa          | Chargé d'affaires                                                        | Leonidas Plaza Gutiérrez    | Armand Fallières                                  |
| 1913 | 1923 | Enrique Dorn y de Alsúa          |                                                                          | Leonidas Plaza Gutiérrez    | Raymond Poincaré                                  |
| 1923 | 1927 | Gonzalo Zaldumbide               |                                                                          | José Luis Tamayo            | Alexandre Millerand                               |
| 1928 |      | Gonzalo Zaldumbide               |                                                                          | Isidro Ayora                | Gaston Doumergue                                  |
| 1928 | 1930 | Carlos Proaño Alvarez            | Chargé d'affaires                                                        | Isidro Ayora                | Gaston Doumergue                                  |
| 1930 | 1931 | Cristóbal Pallares Zaldumbide    |                                                                          | Isidro Ayora                | Gaston Doumergue                                  |
| 1931 | 1933 | Gonzalo Escudero                 |                                                                          | Alfredo Baquerizo Moreno    | Paul Doumer                                       |
| 1933 | 1935 | Général Angel Isaac Chiriboga    |                                                                          | Abelardo Montalvo           | Albert Lebrun                                     |
| 1935 | 1937 | Gonzalo Zaldumbide (en)          |                                                                          | Federico Páez               | Albert Lebrun                                     |
| 1937 | 1940 | Arturo Borrero Bustamante        |                                                                          | Alberto Enríquez Gallo      | Albert Lebrun                                     |
| 1939 | 1943 | Manuel Sotomayor Luna            |                                                                          |                             | Albert Lebrun                                     |
| 1945 | 1947 | Antonio Parra Velasco (en)       |                                                                          | José María Velasco Ibarra   | Charles de Gaulle                                 |
| 1947 | 1949 | Gonzalo Vela Barona              | Chargé d'affaires                                                        | Carlos Julio Arosemena Tola | Vincent Auriol                                    |
| 1948 | 1951 | Gonzalo Escudero                 |                                                                          | Galo Plaza Lasso            | Vincent Auriol                                    |
| 1951 | 1952 | Gonzalo Escudero                 |                                                                          | Galo Plaza Lasso            | Vincent Auriol                                    |
| 1952 | 1953 | Jorge Alonso Díez                | Chargé d'affaires                                                        | José María Velasco Ibarra   | Vincent Auriol                                    |
| 1953 | 1954 | Hugo Monncayo Vélez              |                                                                          | José María Velasco Ibarra   | Vincent Auriol                                    |
| 1954 | 1960 | Lisímaco Guzmán Aguirre          |                                                                          | José María Velasco Ibarra   | René Coty                                         |
| 1960 | 1963 | Cristóbal Bonifaz Jijón          |                                                                          | José María Velasco Ibarra   | Charles de Gaulle                                 |
| 1963 | 1964 | Carlos Tobar Zaldumbide          |                                                                          | Ramón Castro Jijón          | Charles de Gaulle                                 |
| 1964 | 1966 | Jorge Carrera Andrade            |                                                                          | Ramón Castro Jijón          | Charles de Gaulle                                 |
| 1967 | 1974 | César Alvarez Barba              |                                                                          | Otto Arosemena              | Charles de Gaulle                                 |
| 1974 | 1975 | Carlos Uribe Lasso               | Chargé d'affaires                                                        | Guillermo Rodríguez Lara    | Valéry Giscard d’Estaing                          |
| 1975 | 1979 | Antonio José Lucio Paredes       |                                                                          | Guillermo Rodríguez Lara    | Valéry Giscard d’Estaing                          |
| 1979 | 1980 | Patricio Palacios                |                                                                          | Jaime Roldós                | Valéry Giscard d’Estaing                          |
| 1979 | 1983 | Gonzalo Abad Grijalva (en)       |                                                                          | Jaime Roldós                | Valéry Giscard d’Estaing                          |
| 1983 | 1984 | Alfredo Pareja Diezcanseco (en)  |                                                                          | Osvaldo Hurtado             | François Mitterrand                               |
| 1984 |      | Edwin Johnson                    | Chargé d'affaires                                                        | León Febres-Cordero         | François Mitterrand                               |
| 1984 | 1988 | Patricio Avellán                 |                                                                          | León Febres-Cordero         | François Mitterrand                               |
| 1988 | 1992 | Juan Cueva Jaramillo             |                                                                          | Rodrigo Borja               | François Mitterrand                               |
| 1992 |      | Carlos Abad                      | Chargé d'affaires                                                        | Sixto Durán-Ballén          | François Mitterrand                               |
| 1993 | 1994 | Carlos Játiva                    | Chargé d'affaires                                                        | Sixto Durán-Ballén          | François Mitterrand                               |
| 1993 | 1995 | Santiago Maspons                 |                                                                          | Sixto Durán-Ballén          | François Mitterrand                               |
| 1996 | 1997 | Carlos Játiva                    |                                                                          | Abdalá Bucaram              | Jacques Chirac                                    |
| 1997 | 2000 | Juan Cueva Jaramillo             |                                                                          | Fabián Alarcón              | Jacques Chirac                                    |
| 2000 | 2001 | Galo Galarza                     | Chargé d'affaires                                                        | Gustavo Noboa               | Jacques Chirac                                    |
| 2001 | 2003 | José Ayala Lasso                 |                                                                          | Gustavo Noboa               | Jacques Chirac                                    |
| 2003 | 2005 | Juan Salazar Sancisi (de)        |                                                                          | Lucio Gutiérrez             | Jacques Chirac                                    |
| 2005 | 2007 | Marcelo Fernández de Córdoba     |                                                                          | Alfredo Palacio             | Jacques Chirac                                    |
| 2007 | 2009 | Marco Erazo                      |                                                                          | Rafael Correa               | Nicolas Sarkozy                                   |
| 2009 | 2015 | Carlos Alberto Játiva Naranjo    |                                                                          | Rafael Correa               | Nicolas Sarkozy                                   |
| 2015 |      | Maria de la Paz Donoso Castellón |                                                                          | Rafael Correa               | François Hollande                                 |
| 2020 |      | Mauricio Efraín Baus Palacios    |                                                                          | Lenín Moreno                | Emmanuel Macron                                   |
| 2021 |      | Oscar José Orrantia Vernaza      |                                                                          | Guillermo Lasso             | Emmanuel Macron                                   |
| 2024 |      | Ivonne A-Baki                    |                                                                          | Daniel Noboa                | Emmanuel Macron                                   |